# Никаноров, Андриан Антонович
Андриан Антонович Никаноров (1898—1982) — советский управленец и государственный деятель, директор Ярославского автомобильного завода (ЯАЗ) в 1940—1945 годах.

## Биография
Родился в 1898 году в Феодосии в рабочей семье.
В 1914—1917 годах работал слесарем по ремонту автомобилей в Москве. В 1917—1924 годах находился на военной службе, с 1919 года — в автобронетанковых частях; в 1920 году окончил Высшую автобронетанковую школу РККА в Москве. После демобилизации руководил финансовыми органами в Забайкалье и на Дальнем Востоке. В 1932—1935 годах был заместителем председателя Совнаркома и председателя Госплана Якутской АССР.
По окончании Всесоюзной промышленной академии в Москве в январе 1940 года назначен исполняющим обязанности директора Ярославского автомобильного завода, в мае того же года утверждён в должности. В годы Великой Отечественной войны завод под его руководством перестроился на военное производство: выпускались автоматы, ручные осколочные гранаты, трассирующие снаряды для зенитных орудий, противотанковые бронебойные снаряды — всего 13 видов военной продукции. Из автомобилей было освоено производство гусеничных тягачей Я-12 с дизельным двигателем мощностью 110 л. с. и Я-13 с двигателем ЗИС-5М. За годы войны завод не раз награждался переходящими знамёнами.
С 1945 года работал директором автосборочного завода в Комсомольске-на-Амуре. С 1948 года — в Главном управлении советским имуществом за границей. С 1954 года — начальником производственного управления Министерства автомобильной промышленности СССР. С 1957 года — в Московском городском совнархозе. В 1959—1962 годах преподавал. С 1962 года работал в НИИ шинной промышленности.
Награждён тремя орденами Красной Звезды, орденом «Знак Почёта» (1938) и медалями.